# Żornowka (rejon krasninski)
Żornowka (ros. Жорновка) – wieś (ros. деревня, trb. dieriewnia) w zachodniej Rosji, w osiedlu wiejskim Mierlinskoje rejonu krasninskiego w obwodzie smoleńskim.

## Geografia
Miejscowość położona jest nad Dubrawą, przy drodze federalnej R135 (Smoleńsk – Krasnyj – Gusino), 5 km od centrum administracyjnego osiedla wiejskiego (Mierlino), 15 km od centrum administracyjnego rejonu (Krasnyj), 31,5 km od Smoleńska, 14 km od najbliższego przystanku kolejowego (Wielino).
W granicach miejscowości znajduje się ulica Ługowaja.

## Demografia
W 2010 r. miejscowość liczyła sobie 1 mieszkańca.